# Broad Bank
Broad Bank – ławica (bank) lub skała (reef) w kanadyjskiej prowincji Nowa Szkocja, w hrabstwie Halifax, na południowy wschód od przylądka Taylors Head (44°43′31″N, 62°31′21″W); nazwa urzędowo zatwierdzona 31 sierpnia 1945.